# 사이클론 야시

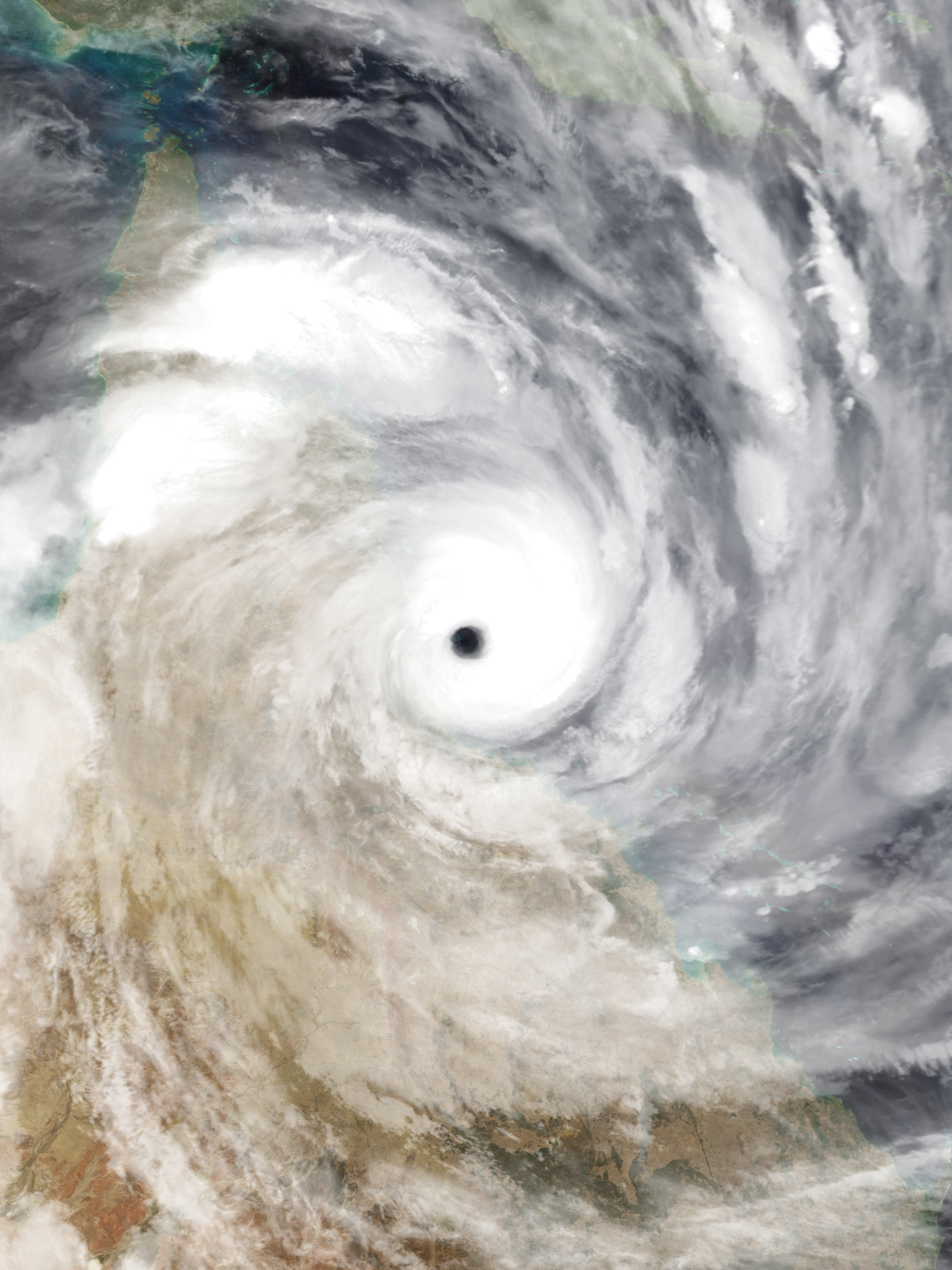
사이클론 야시

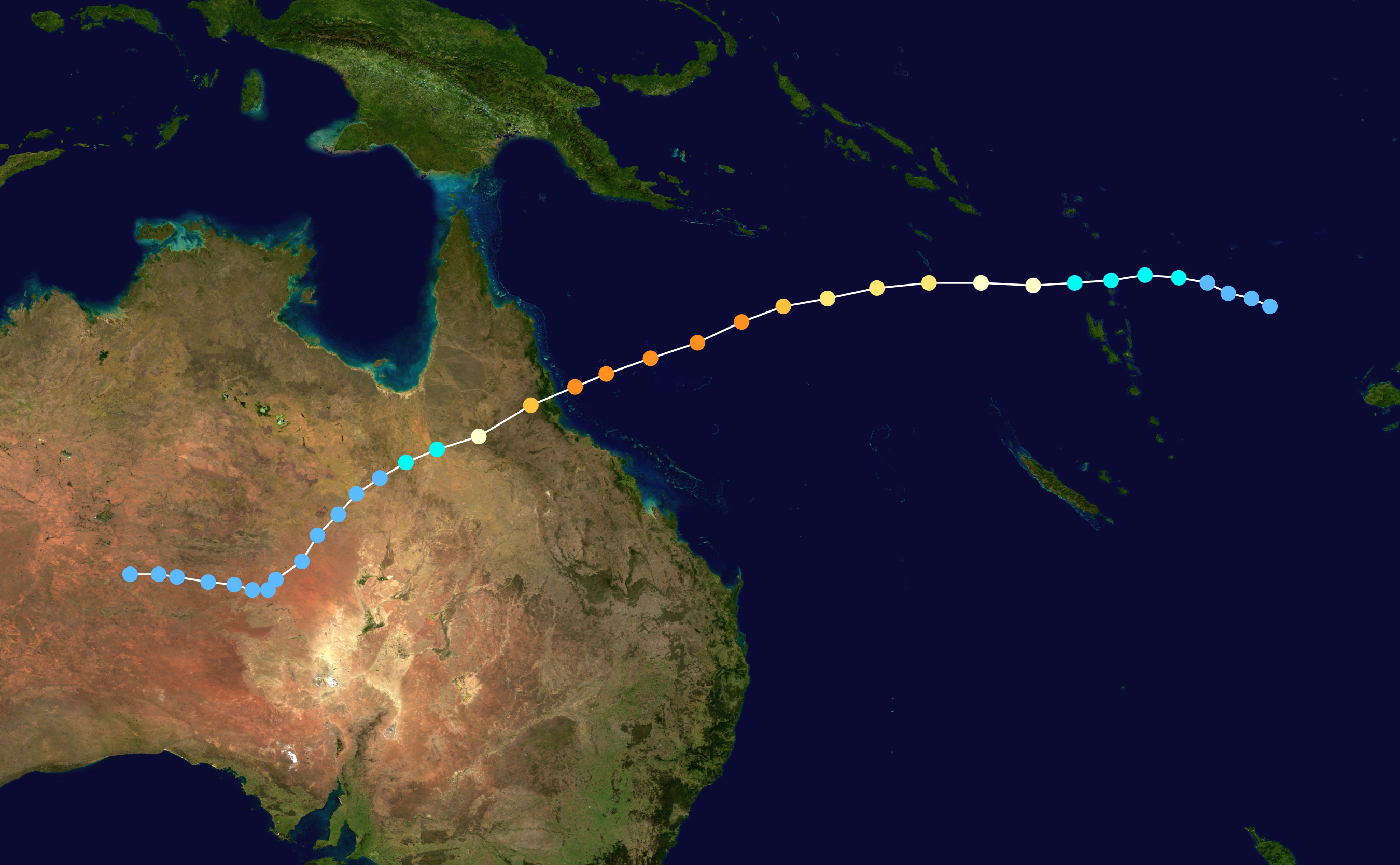
사이클론 야시의 이동 경로

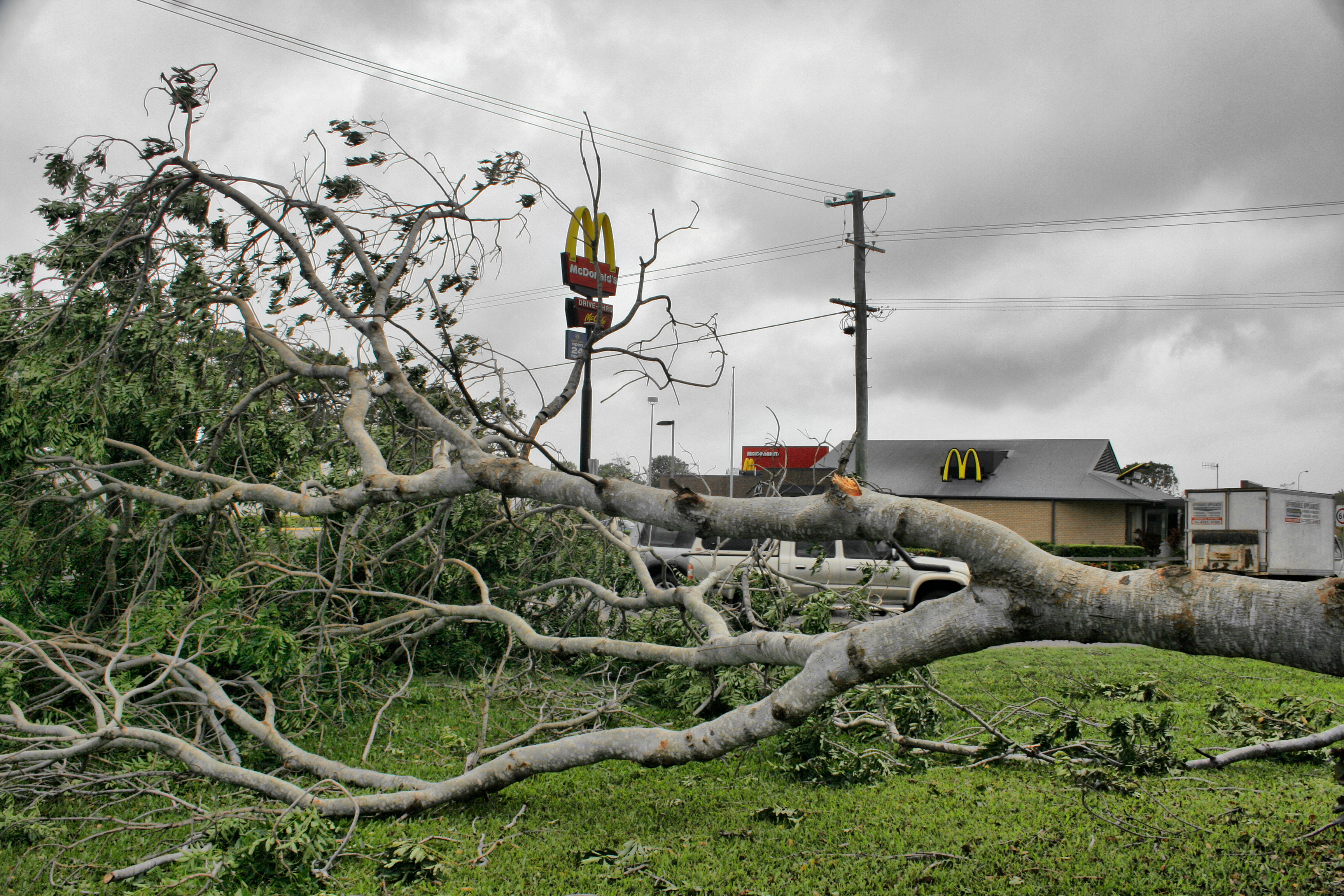
사이클론의 피해

사이클론 야시 (Cyclone Yasi)는 2011년 1월 26일부터 2월 6일까지 활동했고 최저기압 929hPa를 기록했던 2011년 오스트레일리아 근해 사이클론이다. 4등급 사이클론(SSHS)이다. 1명이 사망했다.